# La poupée monte le son
A La poupée monte le son (magyarul: A baba feltekeri a hangerőt) a luxemburgi Laura Thorn dala, mellyel Luxemburgot képviselte a 2025-ös Eurovíziós Dalfesztiválon Bázelben. A dal 2025. január 25-én, a luxemburgi nemzeti döntőben, a Luxembourg Song Contesten megszerzett győzelemmel érdemelte ki a dalversenyen való indulás jogát.

## Eurovíziós Dalfesztivál
2024. november 18-án vált hivatalossá, hogy az énekesnő résztvevője lesz a Luxembourg Song Contest nemzeti döntő mezőnyének. A dal 2025. január 25-én megnyerte a dalválasztó műsort, ahol a szakmai zsűri, valamint a nézők szavazatai által összesítésben az első helyet érte el, és megnyerte a versenyt, így ez a dal képviselheti Luxemburgot a 2025-ös Eurovíziós Dalfesztiválon.
A dalt először a május 15-én rendezett második elődöntőben, fellépési sorrendben tizenharmadikként adta elő, a Csehországot képviselő Adonxs Kiss Kiss Goodbye című dala után és az Izraelt képviselő Yuval Raphael New Day Will Rise című dala előtt. Az elődöntőből sikeresen továbbjutott a május 17-i döntőbe, ahol fellépési sorrendben másodikként lépett fel, a Norvégiát képviselő Kyle Alessandro Lighter című dala után és az Észtországot képviselő Tommy Cash Espresso macchiato című dala előtt. A zsűri szavazáson huszonkettedik helyen végezett 23 ponttal, míg a nézői szavazáson tizenkilencedik helyen végzett 24 ponttal, így összesítésben 47 ponttal a verseny huszonkettedik helyezettje lett.

## Háttér
A dalt Ludovic-Alexandre Vidal írta, a zenéjét Julien Salvia szerezte. Címe egyértelműen utal a Poupée de cire, poupée de son című dalra, amellyel France Gall előadásában Luxembourg megnyerte az 1965-ös Eurovíziós Dalfesztivált.
A mű az önállóság és az emancipáció témáit járja körül, egy olyan főszereplő történetét mesélve el, aki szembeszáll a "tökéletes baba" szerepével. Határozott üzenetével a dal az előítéletek és a konvenciók ellen lép fel, arra ösztönözve, hogy szabaduljunk meg mások befolyásától.
A L'Eurovision Au Quotidien online magazinnak adott interjújában Laura Thorn elárulta, hogy a dal tisztelgés kíván lenni France Gall előtt, miközben kiemeli "a társadalom hatvan év alatti fejlődését".

## Dalszöveg
| La poupée monte le son Na na na na na na Retiens bien la leçon Na na na na na na La poupée monte le son Na na na na na na Méfie-toi mon garçon Na na na na na na La poupée monte le… – A dal refrénje | A baba feltekeri a hangerőt Na na na na na na Emlékezz a leckére Na na na na na na A baba feltekeri a hangerőt Na na na na na na Oda figyelj, fiú Na na na na na na A baba feltekeri a… – A dal refrénje magyarul |

## Galéria

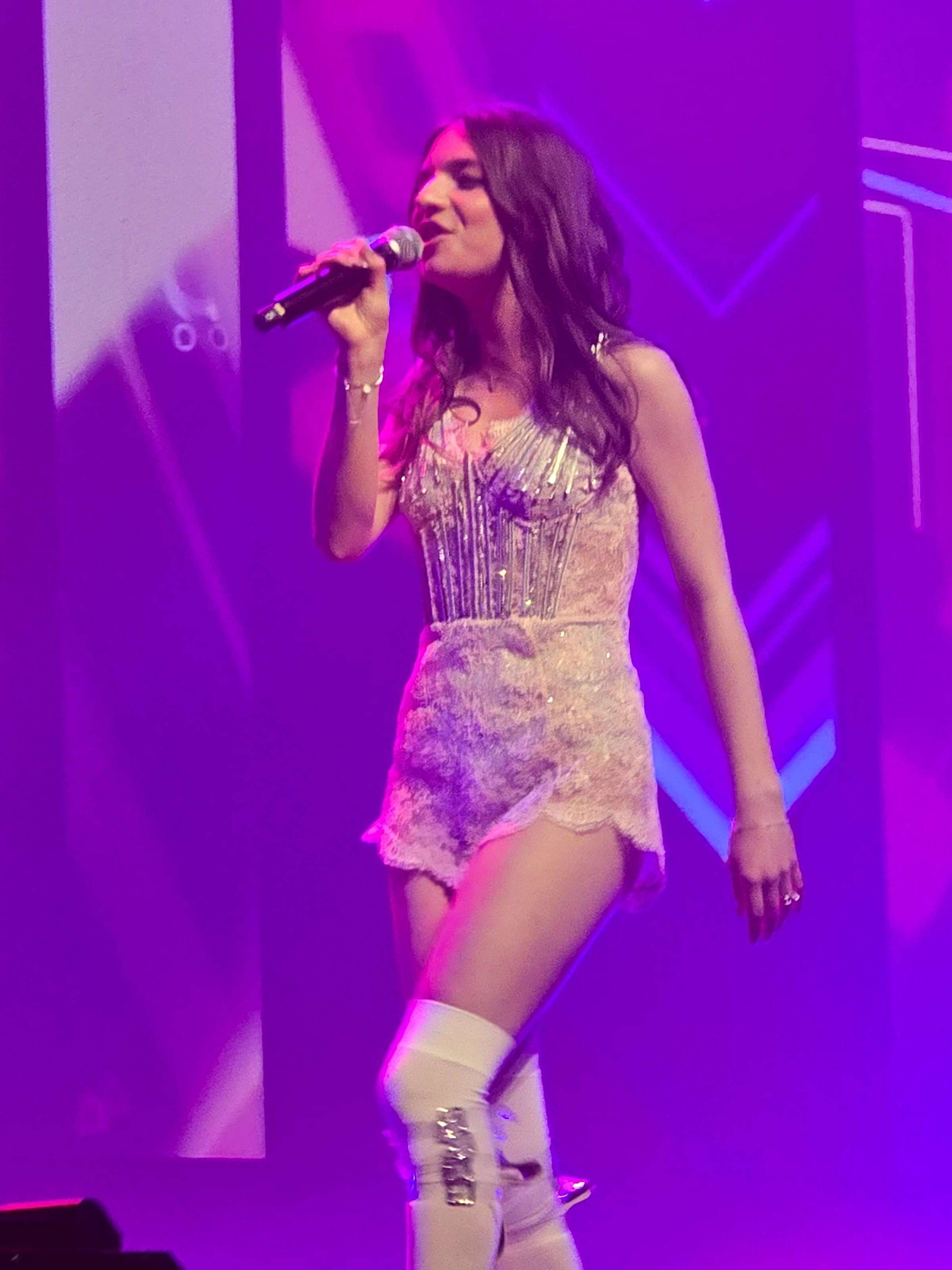
Az amszterdami eurovíziós partin
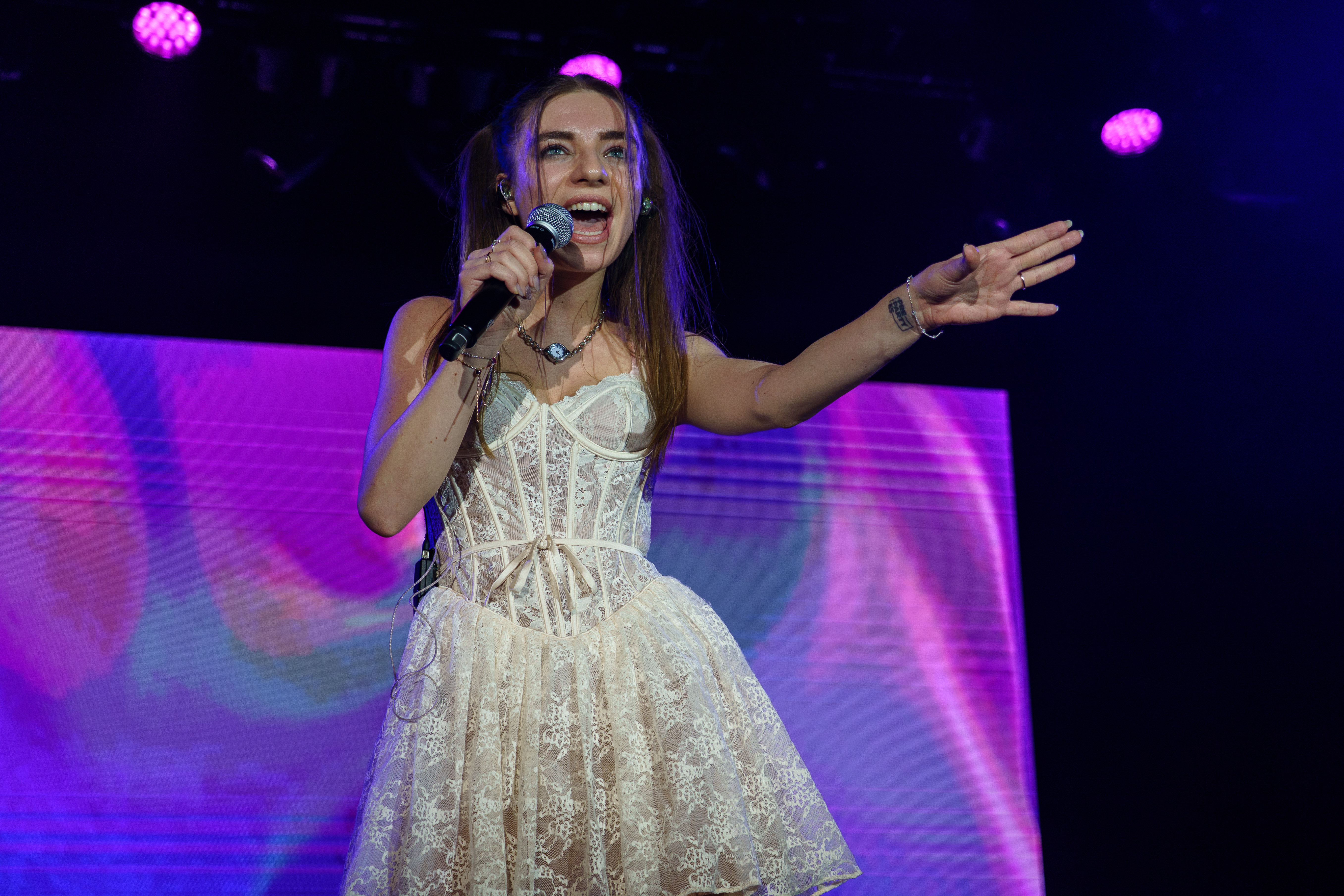
A madridi eurovíziós partin
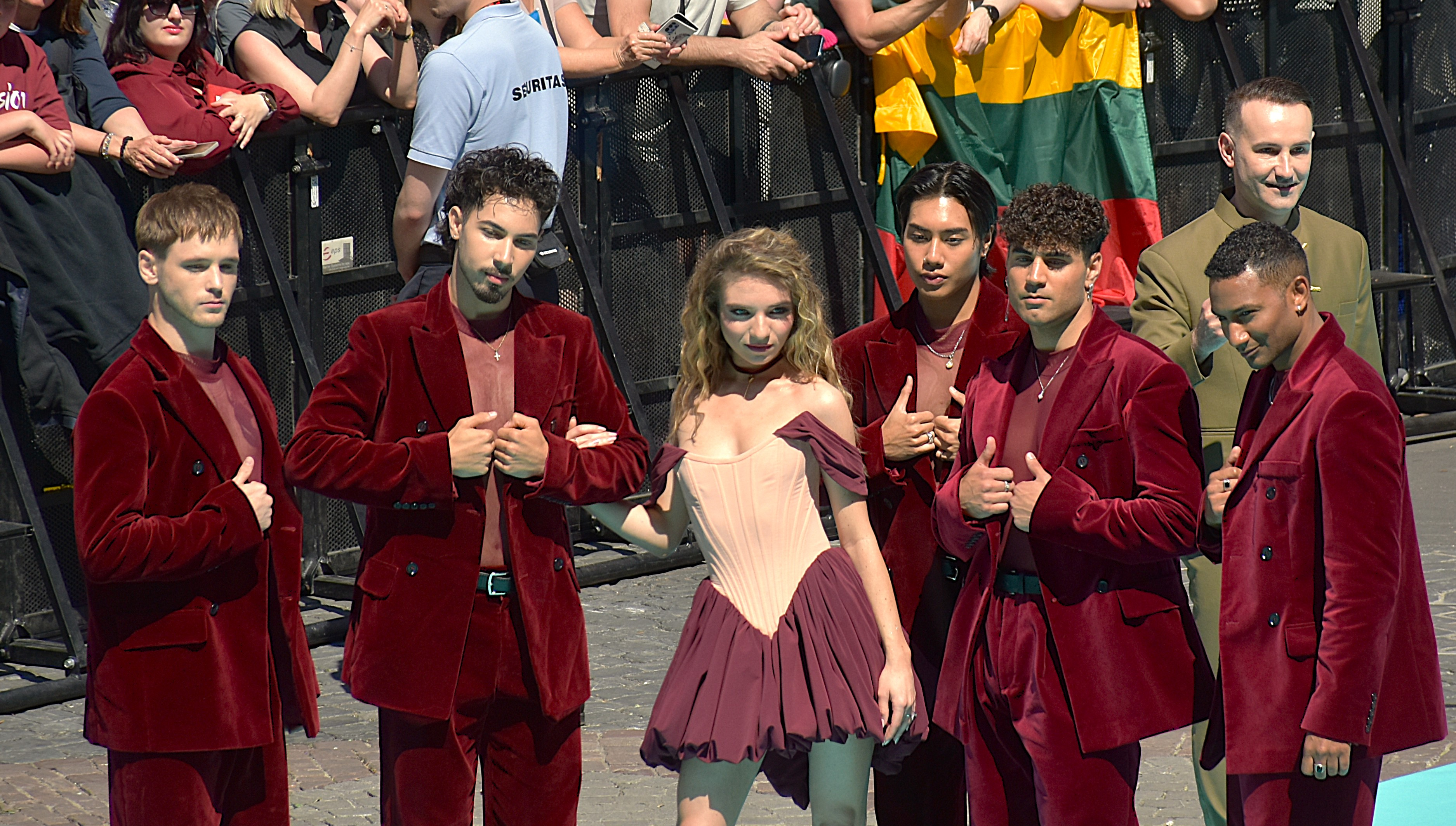
A megnyitóünnepségen
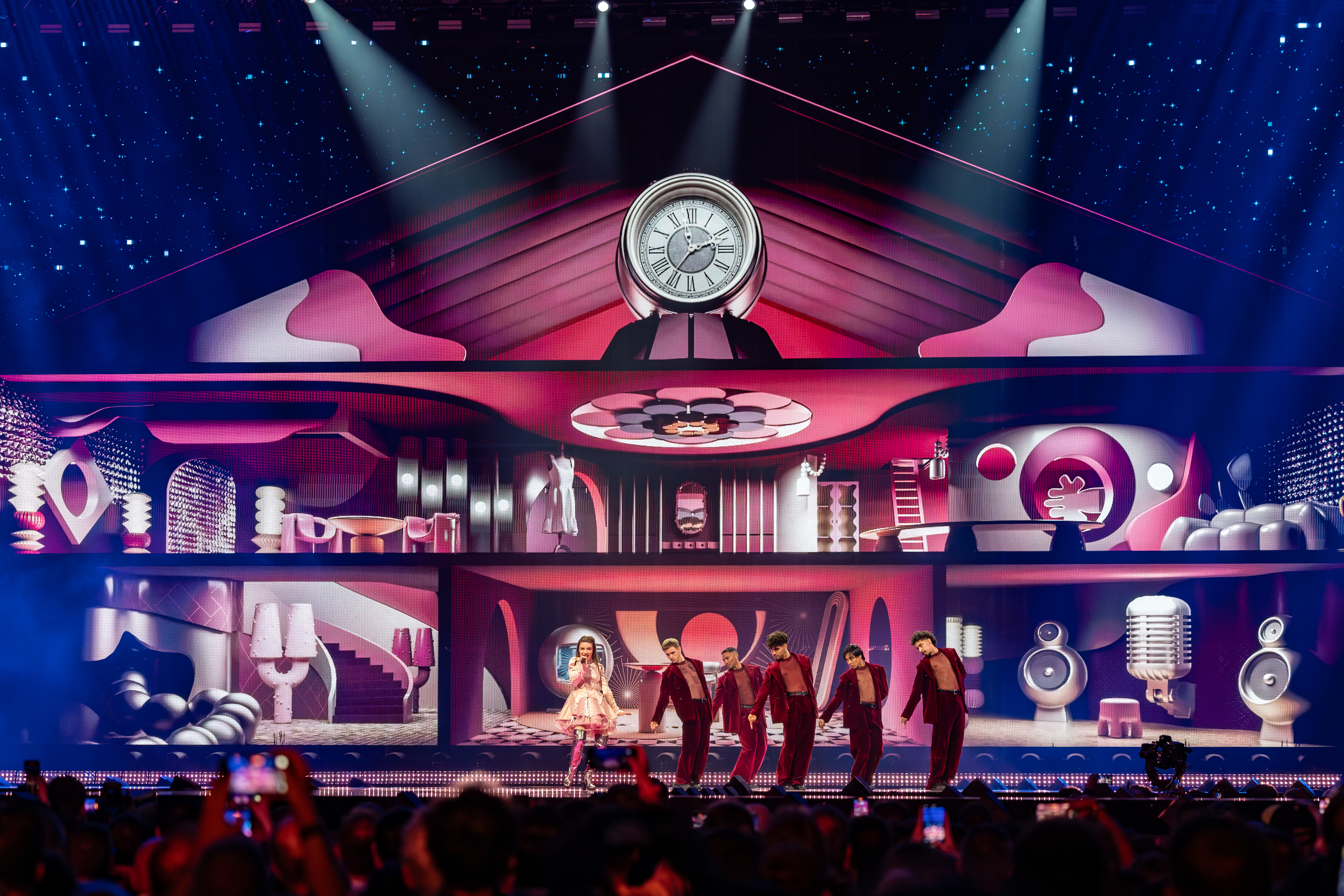
Az elődöntőben
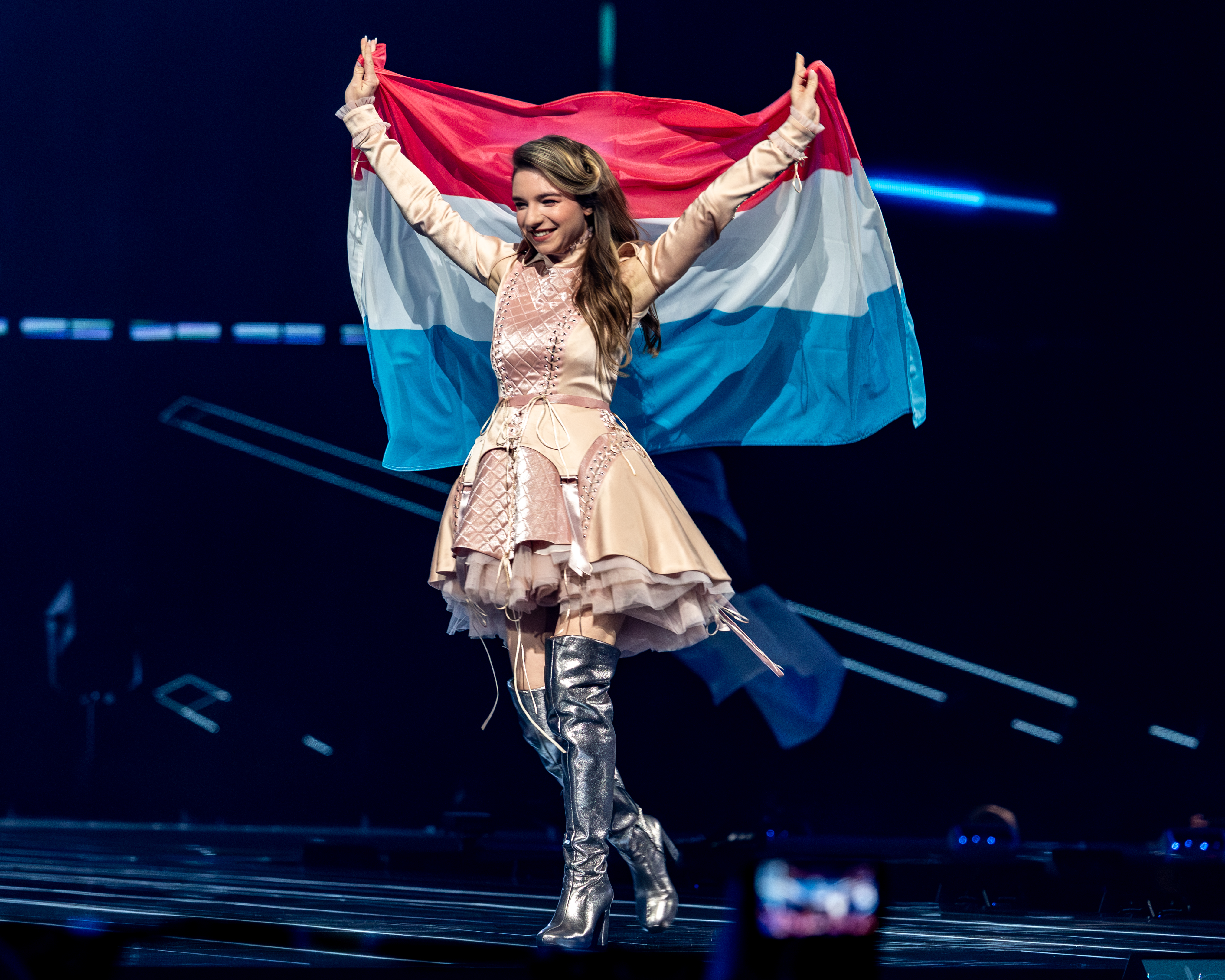
A döntő bevonulásán
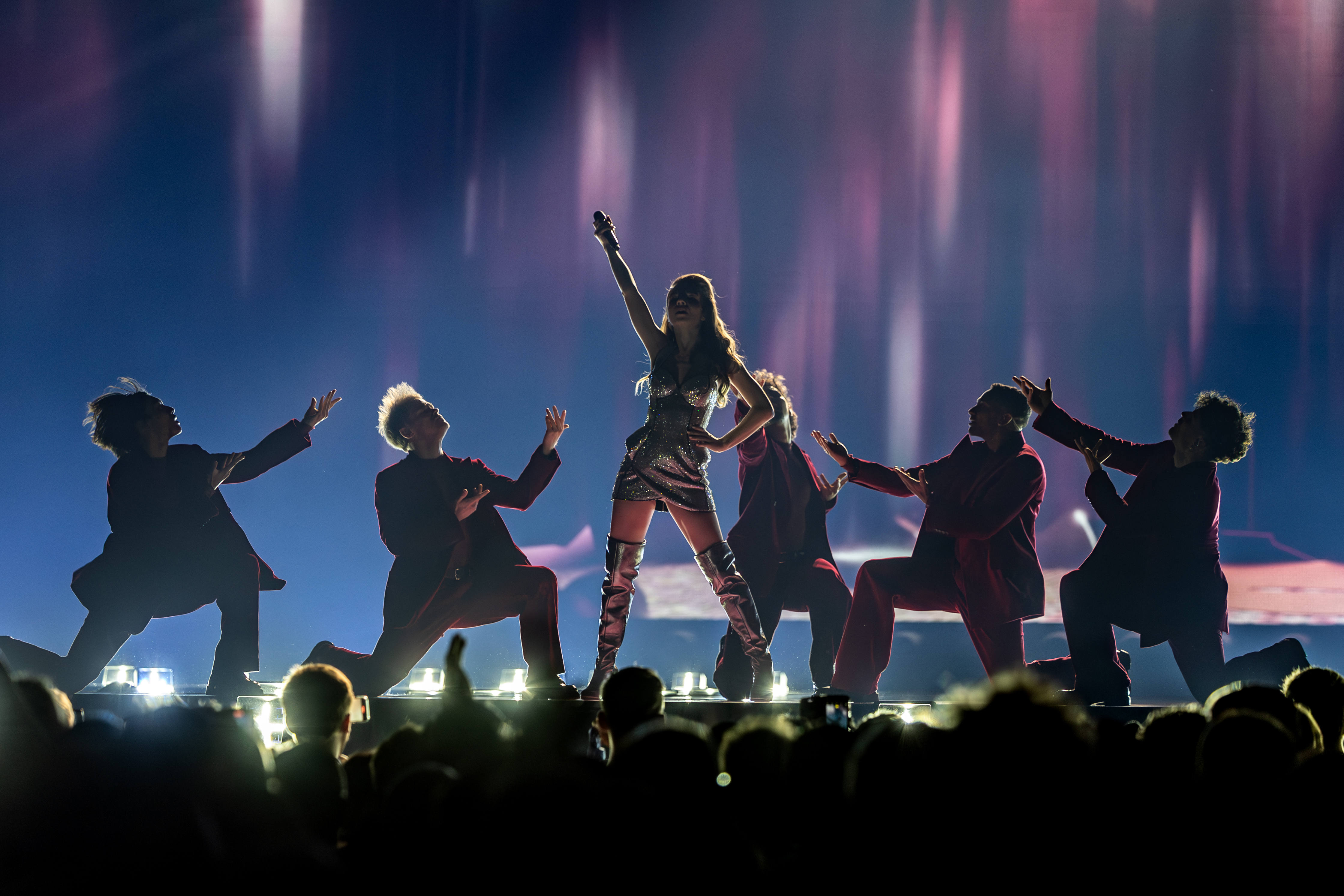
A döntőben